# Britt Wikstrom
Britt Wikstrom (Luleå, 1 september 1948) is een Nederlandse beeldhouwster.

## Leven en werk
Wikstrom werd in Zweden geboren. Ze studeerde drie jaar in München aan de Akademie für Bildende Kunst. Daarna volgde ze vijf jaar de Academie voor Beeldende Kunst in Rotterdam en deed ze een post graduate van drie jaar aan de Rijksakademie van beeldende kunsten in Amsterdam, waar haar werk met een prijs werd bekroond.
Wikstrom heeft solo- en groepsexposities in gehouden in Stockholm, Aspen, Denver, Grand Rapids, Norfolk en daarnaast in diverse steden in Nederland.

## Werk in de publieke ruimte (selectie)
- Noah, wallaby and red panda - Prins Maurits School, Dirksland, Nederland
- Dr. Anna Terruwe - Anna Terruweplein, Deurne, Nederland